# Hegau-Bodensee-Klinikum Stühlingen

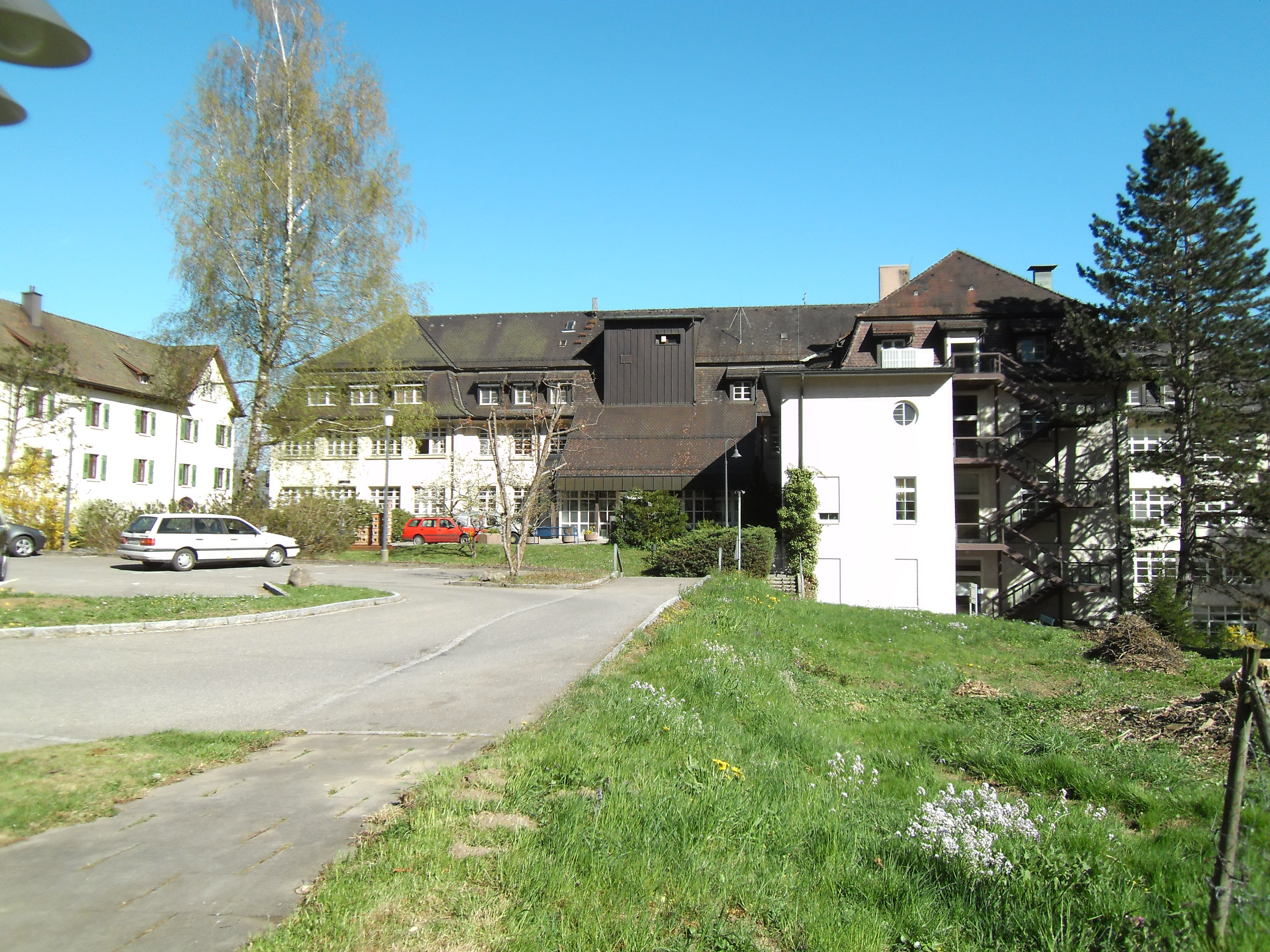
Krankenhaus Loreto in Stühlingen

Das Krankenhaus Loreto war ein Krankenhaus, Medizinisches Versorgungszentrum (MVZ) und Haus der Grundversorgung in der Stadt Stühlingen im Landkreis Waldshut. Es entstand aus einem ehemaligen Spital neben dem Kapuzinerkloster Stühlingen. 
Das Krankenhaus stand im Verbund der Hegau-Bodensee-Kliniken. 

## Geschichte

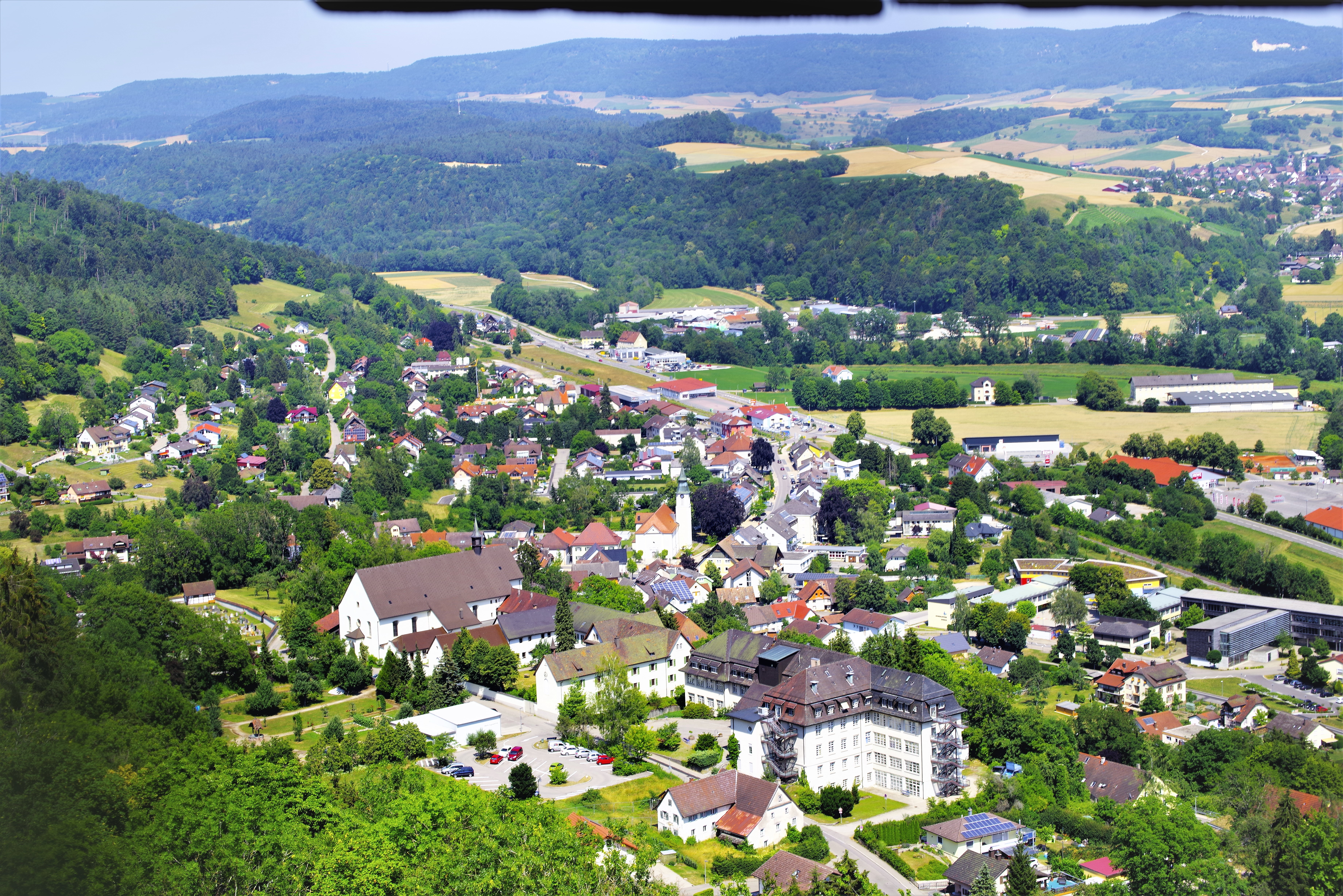
Blick auf Stühlingen mit Kloster vom Schlossturm des Schloss Hohenlupfen

Benannt wurde das Krankenhaus nach der an benachbarter Stelle liegenden Wallfahrtskirche Maria Loreto. Weit außerhalb der Stadt im Sulzfeld an der Wutach befand sich bereits vor 1527 ein Siechenhaus. Auf Antrag der Bürgerschaft wurde das Siechenhaus unter Landgraf Maximilian von Pappenheim am 16. März 1636 aufgehoben und abgebrochen.
Durch das eingelöste Gelübde des Landgraf Maximilian Franz zu Fürstenberg für erfolgte Genesung von schwerer Krankheit entstand zunächst 1660 die Loretokapelle bei dem Kapuzinerkloster Haslach und dann 1680/81 die Kapelle Maria Loreto in Stühlingen. Mit der Seelsorge waren die Kapuziner betraut, sie kamen aus dem Kapuzinerkloster Engen (die Stadt Engen war Teil des Fürstentums Fürstenberg). Mit dem Bau des Kapuzinerklosters 1743 in Stühlingen entstand durch die für die Kapuziner übliche Betätigung in der Krankenpflege ein kleines Spital neben dem Kloster. Nach der Aufhebung des Klosters wurde der Konventbau als Schule genutzt und ab 1857 zu einem Krankenhaus umfunktioniert. Mit dem Neubau des heutigen Krankenhauses 1928 bis 1929 wurden die Klosterbauten wieder frei. 
In der Stadt Stühlingen gründete Johann Jakob Winterhalter aus Villingen im Jahr 1823 die erste Apotheke. In Waldshut bestand das Kapuzinerkloster Waldshut, das ebenfalls in der Krankenpflege tätig war. So entstand dort das Krankenhaus Waldshut. Das Krankenhaus Loreto ist eines der insgesamt drei in Betrieb befindlichen Krankenhäuser im Landkreis Waldshut, außerdem gibt es die Fachkliniken Klinik St. Blasien, das Sigma-Zentrum sowie die Kurklinik Wehrawaldklinik und weitere.
Das Krankenhaus Stühlingen hat zum 31. Juli 2022 seine Türen endgültig geschlossen.